# DF-25
DF-25 (Dong Feng-25) era un misil balístico de alcance intermedio (IRBM) chino de dos etapas, propulsor sólido y móvil en carretera. Missilethreat.com declaró que podría lanzar una o varias ojivas convencionales con un peso de 1.800 kg (4.000 lb) en una distancia máxima de 3.200 km a 4.000 km.
Hay informes contradictorios sobre si el DF-25 entró en servicio y, de ser así, cuándo. La Federación de Científicos Estadounidenses toma nota de informes de que China había abandonado el desarrollo del DF-25 en 1996. El Departamento de Defensa de los Estados Unidos en su informe de 2013 al Congreso sobre los desarrollos militares de China no mencionó el DF-25 como misil en servicio.